# José Gaspar Rodríguez de Francia

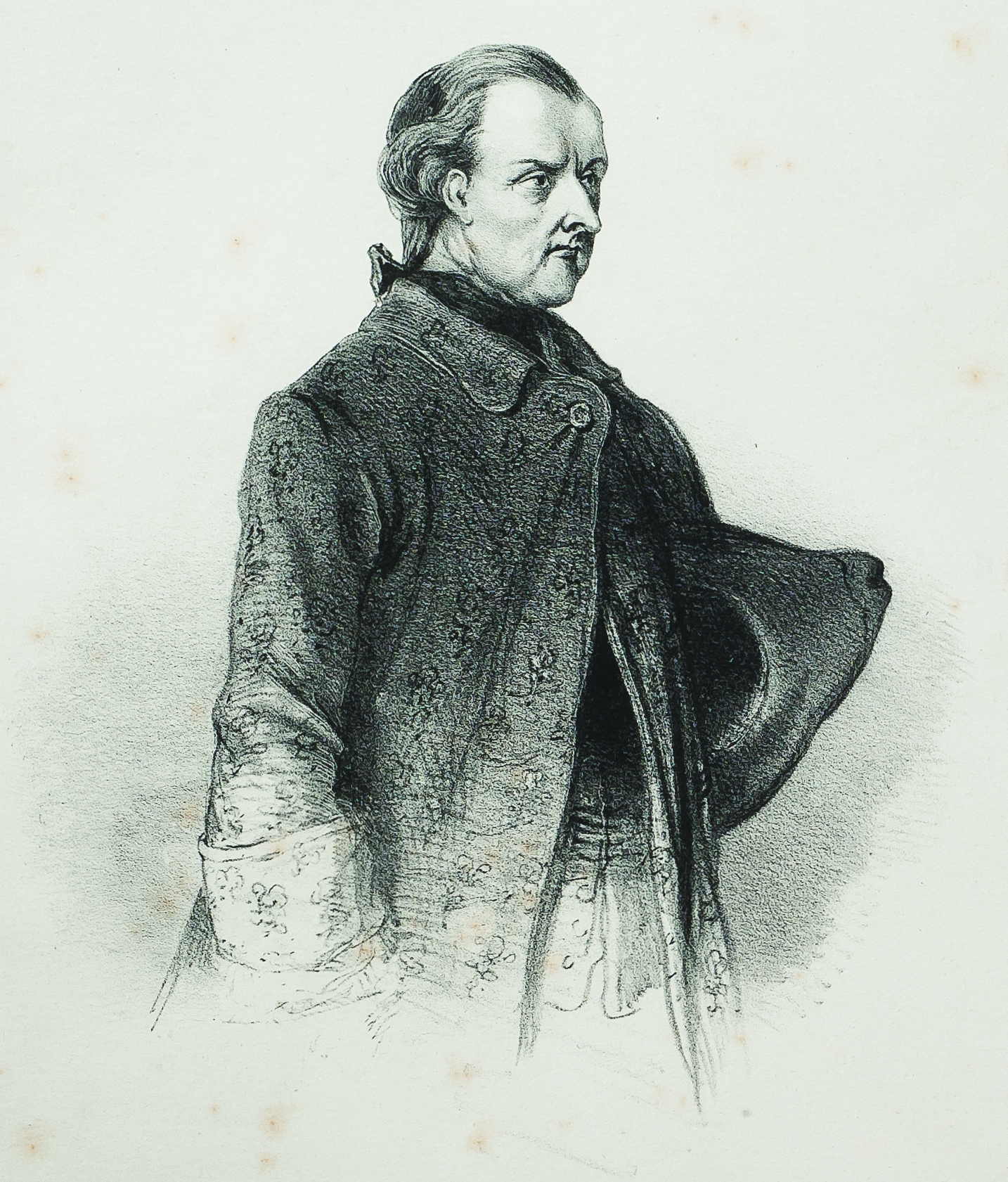
José Gaspar Rodríguez de Francia

José Gaspar Rodríguez de Francia, voluit: José Gaspar Tomas Rodríguez de Francia, bijgenaamd El Supremo (Asuncion, 6 januari 1766 - aldaar, 20 september 1840) was van 1814 tot 1840 Dictator Supremo van Paraguay. Hij wordt geëerd als vader des vaderlands.

## Levensloop
Rodríguez de Francia werd geboren in de hoofdstad van Paraguay, studeerde in Argentinië in Córdoba theologie en promoveerde in het kerkelijk recht.
Daarna was hij in Asuncion als docent en als advocaat actief. Rodríguez de Francia was een van de leiders van de groepering, die streed voor Paraguays onafhankelijkheid  van het koloniale Spanje, welke in 1811 ook tot stand kwam. In dat jaar werd hij gekozen als lid van de vijfkoppige regeringsraad. Op 3 oktober 1814 werd hij tot tijdelijk dictator benoemd. Toen zijn ambtstermijn op 1 juni 1816 was afgelopen, werd hij daarna tot dictator voor het leven benoemd. Hij bekleedde deze functie tot aan zijn dood.

## Politiek
Rodríguez de Francia's doel was, zijn land economisch te ontwikkelen en een "volksregering" te vormen.
Tijdens en na de onafhankelijkheidsstrijd van Paraguay blokkeerden de machthebbers in Buenos Aires de scheepvaart op de belangrijkste rivieren van Paraguay, de Río Paraguay en de Río Paraná. Bovendien hieven zij hoge invoerrechten op goederen uit Paraguay, dat ze beschouwden als een afvallige provincie. De handel in de belangrijkste exportartikelen, tabak en mate-thee, werd zelfs geheel verboden, teneinde de Paraguayanen te dwingen, hun streven naar autonomie op te geven.